# Fed Cup 2012 – blok B 1. skupiny zóny Asie a Oceánie
Blok B 1. skupiny zóny Asie a Oceánie Fed Cupu 2012 představoval jednu ze dvou podskupin 1. skupiny. Hrálo se mezi 1. až 3. únorem v areálu Shenzhen Luohu Tennis Centre čínského města Šen-čen, a to na otevřených dvorcích s tvrdým povrchem. 
Čtyři týmy se utkaly ve vzájemných zápasech. Vítěz sehrál zápas s nejvýše umístěným bloku A o účast v baráži Světové skupiny II pro rok 2013. Družstvo na posledním místě se utkalo se stejně umístěným týmem z bloku A a poražený sestoupil do 2. skupiny zóny Asie a Oceánie pro rok 2013. 

## Blok B
|     |             | Thajsko | Kazachstán | Jižní Korea | Indonésie | Zápasy V/P | Sety V/P | Hry V/P | Pořadí |
| 29. | Thajsko     |         | 1–2        | 3–0         | 3–0       | 2–1        | 14–7     | 110–87  | 2.     |
| 30. | Kazachstán  | 2–1     |            | 3–0         | 3–0       | 3–0        | 17–2     | 112–47  | 1.     |
| 32. | Jižní Korea | 0–3     | 0–3        |             | 2–1       | 1–2        | 6–15     | 74–109  | 3.     |
| 38. | Indonésie   | 0–3     | 0–3        | 1–2         |           | 0–3        | 3–15     | 60–113  | 4.     |

- V/P – výhry/prohry

## Zápasy

### Thajsko vs. Indonésie
| | Thajsko | 3 :                                                                                      | 0    | Indonésie |    |  |
| --- | ------- | ---------------------------------------------------------------------------------------- | ---- | --------- | -- |  |
| Shenzhen Luohu Tennis Centre, Šen-čen, Čínská lidová republika 1. února 2012 tvrdý (venku) |         |                                                                                          |      |           |    |  |
| \| \| \| \| 1. \| 2. \| 3. \| \| \| -- \| \| ---------------------------------------------------------------------------------------- \| ---- \| --- \| -- \| \| \| 1. \| \| Noppawan Lertcheewakarnová Jessy Rompiesová \| 7 64 \| 6 1 \| \| \| \| 2. \| \| Tamarine Tanasugarnová Ayu Fani Damayanti \| 6 2 \| 6 1 \| \| \| \| 3. \| \| Nungnadda Wannasuková / Varatchaya Wongteanchaiová Ayu Fani Damayanti / Jessy Rompiesová \| 6 3 \| 7 5 \| \| \| \| \| \| \| \| \| \| \| \| \| \| \| \| \| \| \| \| \| \| \| \| \| \| \| \| \| \| \| \| \| \| \| \| \| \| \| \| \| \| \| |         |                                                                                          |      |           |    |  |
| |         |                                                                                          | 1.   | 2.        | 3. |  |
| 1. |         | Noppawan Lertcheewakarnová Jessy Rompiesová                                              | 7 64 | 6 1       |    |  |
| 2. |         | Tamarine Tanasugarnová Ayu Fani Damayanti                                                | 6 2  | 6 1       |    |  |
| 3. |         | Nungnadda Wannasuková / Varatchaya Wongteanchaiová Ayu Fani Damayanti / Jessy Rompiesová | 6 3  | 7 5       |    |  |
| |         |                                                                                          |      |           |    |  |
| |         |                                                                                          |      |           |    |  |
| |         |                                                                                          |      |           |    |  |
| |         |                                                                                          |      |           |    |  |
| |         |                                                                                          |      |           |    |  |

### Kazachstán vs. Jižní Korea
| | Kazachstán | 3 :                                                             | 0   | Jižní Korea |    |  |
| --- | ---------- | --------------------------------------------------------------- | --- | ----------- | -- |  |
| Shenzhen Luohu Tennis Centre, Šen-čen, Čínská lidová republika 1. února 2012 tvrdý (venku) |            |                                                                 |     |             |    |  |
| \| \| \| \| 1. \| 2. \| 3. \| \| \| -- \| \| --------------------------------------------------------------- \| --- \| --- \| -- \| \| \| 1. \| \| Jaroslava Švedovová Lee Ye-ra \| 6 2 \| 6 1 \| \| \| \| 2. \| \| Galina Voskobojevová Han Sung-hee \| 6 1 \| 6 0 \| \| \| \| 3. \| \| Jaroslava Švedovová / Galina Voskobojevová Kim So-jung / Yoo Mi \| 6 1 \| 6 1 \| \| \| \| \| \| \| \| \| \| \| \| \| \| \| \| \| \| \| \| \| \| \| \| \| \| \| \| \| \| \| \| \| \| \| \| \| \| \| \| \| \| \| |            |                                                                 |     |             |    |  |
| |            |                                                                 | 1.  | 2.          | 3. |  |
| 1. |            | Jaroslava Švedovová Lee Ye-ra                                   | 6 2 | 6 1         |    |  |
| 2. |            | Galina Voskobojevová Han Sung-hee                               | 6 1 | 6 0         |    |  |
| 3. |            | Jaroslava Švedovová / Galina Voskobojevová Kim So-jung / Yoo Mi | 6 1 | 6 1         |    |  |
| |            |                                                                 |     |             |    |  |
| |            |                                                                 |     |             |    |  |
| |            |                                                                 |     |             |    |  |
| |            |                                                                 |     |             |    |  |
| |            |                                                                 |     |             |    |  |

### Kazachstán vs. Indonésie
| | Kazachstán | 3 :                                                                              | 0   | Indonésie |    |  |
| --- | ---------- | -------------------------------------------------------------------------------- | --- | --------- | -- |  |
| Shenzhen Luohu Tennis Centre, Šen-čen, Čínská lidová republika 2. února 2012 tvrdý (venku) |            |                                                                                  |     |           |    |  |
| \| \| \| \| 1. \| 2. \| 3. \| \| \| -- \| \| -------------------------------------------------------------------------------- \| --- \| ---- \| -- \| \| \| 1. \| \| Jaroslava Švedovová Jessy Rompiesová \| 6 0 \| 6 2 \| \| \| \| 2. \| \| Sesil Karatančevová Ayu Fani Damayanti \| 6 1 \| 6 1 \| \| \| \| 3. \| \| Sesil Karatančevová / Galina Voskobojevová Jessy Rompiesová / Lavinia Tanantaová \| 6 1 \| 7 63 \| \| \| \| \| \| \| \| \| \| \| \| \| \| \| \| \| \| \| \| \| \| \| \| \| \| \| \| \| \| \| \| \| \| \| \| \| \| \| \| \| \| \| |            |                                                                                  |     |           |    |  |
| |            |                                                                                  | 1.  | 2.        | 3. |  |
| 1. |            | Jaroslava Švedovová Jessy Rompiesová                                             | 6 0 | 6 2       |    |  |
| 2. |            | Sesil Karatančevová Ayu Fani Damayanti                                           | 6 1 | 6 1       |    |  |
| 3. |            | Sesil Karatančevová / Galina Voskobojevová Jessy Rompiesová / Lavinia Tanantaová | 6 1 | 7 63      |    |  |
| |            |                                                                                  |     |           |    |  |
| |            |                                                                                  |     |           |    |  |
| |            |                                                                                  |     |           |    |  |
| |            |                                                                                  |     |           |    |  |
| |            |                                                                                  |     |           |    |  |

### Thajsko vs. Jižní Korea
| | Thajsko | 3 :                                                                   | 0   | Jižní Korea |     |  |
| --- | ------- | --------------------------------------------------------------------- | --- | ----------- | --- |  |
| Shenzhen Luohu Tennis Centre, Šen-čen, Čínská lidová republika 2. února 2012 tvrdý (venku) |         |                                                                       |     |             |     |  |
| \| \| \| \| 1. \| 2. \| 3. \| \| \| -- \| \| --------------------------------------------------------------------- \| --- \| --- \| --- \| \| \| 1. \| \| Noppawan Lertcheewakarnová Han Sung-hee \| 7 5 \| 6 1 \| \| \| \| 2. \| \| Tamarine Tanasugarnová Kim So-jung \| 2 6 \| 6 3 \| 6 4 \| \| \| 3. \| \| Nungnadda Wannasuková / Varatchaya Wongteanchaiová Lee Ye-ra / Yoo Mi \| 3 6 \| 6 3 \| 6 1 \| \| \| \| \| \| \| \| \| \| \| \| \| \| \| \| \| \| \| \| \| \| \| \| \| \| \| \| \| \| \| \| \| \| \| \| \| \| \| \| \| \| |         |                                                                       |     |             |     |  |
| |         |                                                                       | 1.  | 2.          | 3.  |  |
| 1. |         | Noppawan Lertcheewakarnová Han Sung-hee                               | 7 5 | 6 1         |     |  |
| 2. |         | Tamarine Tanasugarnová Kim So-jung                                    | 2 6 | 6 3         | 6 4 |  |
| 3. |         | Nungnadda Wannasuková / Varatchaya Wongteanchaiová Lee Ye-ra / Yoo Mi | 3 6 | 6 3         | 6 1 |  |
| |         |                                                                       |     |             |     |  |
| |         |                                                                       |     |             |     |  |
| |         |                                                                       |     |             |     |  |
| |         |                                                                       |     |             |     |  |
| |         |                                                                       |     |             |     |  |

### Thajsko vs. Kazachstán
| | Thajsko | 1 :                                                                                          | 2   | Kazachstán |     |  |
| --- | ------- | -------------------------------------------------------------------------------------------- | --- | ---------- | --- |  |
| Shenzhen Luohu Tennis Centre, Šen-čen, Čínská lidová republika 3. února 2012 tvrdý (venku) |         |                                                                                              |     |            |     |  |
| \| \| \| \| 1. \| 2. \| 3. \| \| \| -- \| \| -------------------------------------------------------------------------------------------- \| --- \| ---- \| --- \| \| \| 1. \| \| Noppawan Lertcheewakarnová Jaroslava Švedovová \| 3 6 \| 6 78 \| \| \| \| 2. \| \| Tamarine Tanasugarnová Galina Voskobojevová \| 3 6 \| 3 6 \| \| \| \| 3. \| \| Nungnadda Wannasuková / Varatchaya Wongteanchaiová Sesil Karatančevová / Jaroslava Švedovová \| 6 4 \| 3 6 \| 6 4 \| \| \| \| \| \| \| \| \| \| \| \| \| \| \| \| \| \| \| \| \| \| \| \| \| \| \| \| \| \| \| \| \| \| \| \| \| \| \| \| \| \| |         |                                                                                              |     |            |     |  |
| |         |                                                                                              | 1.  | 2.         | 3.  |  |
| 1. |         | Noppawan Lertcheewakarnová Jaroslava Švedovová                                               | 3 6 | 6 78       |     |  |
| 2. |         | Tamarine Tanasugarnová Galina Voskobojevová                                                  | 3 6 | 3 6        |     |  |
| 3. |         | Nungnadda Wannasuková / Varatchaya Wongteanchaiová Sesil Karatančevová / Jaroslava Švedovová | 6 4 | 3 6        | 6 4 |  |
| |         |                                                                                              |     |            |     |  |
| |         |                                                                                              |     |            |     |  |
| |         |                                                                                              |     |            |     |  |
| |         |                                                                                              |     |            |     |  |
| |         |                                                                                              |     |            |     |  |

### Jižní Korea vs. Indonésie
| | Jižní Korea | 2 :                                                         | 1    | Indonésie |     |  |
| --- | ----------- | ----------------------------------------------------------- | ---- | --------- | --- |  |
| Shenzhen Luohu Tennis Centre, Šen-čen, Čínská lidová republika 3. února 2012 tvrdý (venku) |             |                                                             |      |           |     |  |
| \| \| \| \| 1. \| 2. \| 3. \| \| \| -- \| \| ----------------------------------------------------------- \| ---- \| ---- \| --- \| \| \| 1. \| \| Han Sung-hee Jessy Rompiesová \| 6 4 \| 6 1 \| \| \| \| 2. \| \| Kim So-jung Ayu Fani Damayanti \| 2 6 \| 6 78 \| \| \| \| 3. \| \| Han Sung-hee / Yoo Mi Ayu Fani Damayanti / Jessy Rompiesová \| 63 7 \| 6 3 \| 6 4 \| \| \| \| \| \| \| \| \| \| \| \| \| \| \| \| \| \| \| \| \| \| \| \| \| \| \| \| \| \| \| \| \| \| \| \| \| \| \| \| \| \| |             |                                                             |      |           |     |  |
| |             |                                                             | 1.   | 2.        | 3.  |  |
| 1. |             | Han Sung-hee Jessy Rompiesová                               | 6 4  | 6 1       |     |  |
| 2. |             | Kim So-jung Ayu Fani Damayanti                              | 2 6  | 6 78      |     |  |
| 3. |             | Han Sung-hee / Yoo Mi Ayu Fani Damayanti / Jessy Rompiesová | 63 7 | 6 3       | 6 4 |  |
| |             |                                                             |      |           |     |  |
| |             |                                                             |      |           |     |  |
| |             |                                                             |      |           |     |  |
| |             |                                                             |      |           |     |  |
| |             |                                                             |      |           |     |  |